# كارلوس مينديز (ممثل)
كارلوس مينديز (بالبرتغالية: Carlos Mendes‏) (و. 1947  م) هو ممثل، ومهندس معماري، ومغني، وممثل أفلام، وملحن برتغالي، ولد في لشبونة، شارك في مسابقة الأغنية الأوروبية 1972، بدأ مشواره المهني سنة 1963.

## وصلات خارجية
- كارلوس مينديز على موقع IMDb (الإنجليزية)
- كارلوس مينديز على موقع ميوزك برينز (الإنجليزية)
- كارلوس مينديز على موقع أول موفي (الإنجليزية)
- كارلوس مينديز على موقع أول ميوزيك (الإنجليزية)
- كارلوس مينديز على موقع ديسكوغز (الإنجليزية)
- كارلوس مينديز على موقع قاعدة بيانات الفيلم (الإنجليزية)